# Modrásek vikvicový
Modrásek vikvicový (Polyommatus coridon) je druh denního motýla z čeledi modráskovitých (Lycaenidae). Rozpětí křídel motýla je 32 až 36 mm. Samci mají stříbřitě zelenomodrá křídla s výrazným tmavým lemem. Na zadních křídlech mají tmavé příkrajní skvrny. Samice jsou šedohnědé s černými lemovými skvrnami, které jsou oranžově obroubené.

## Výskyt

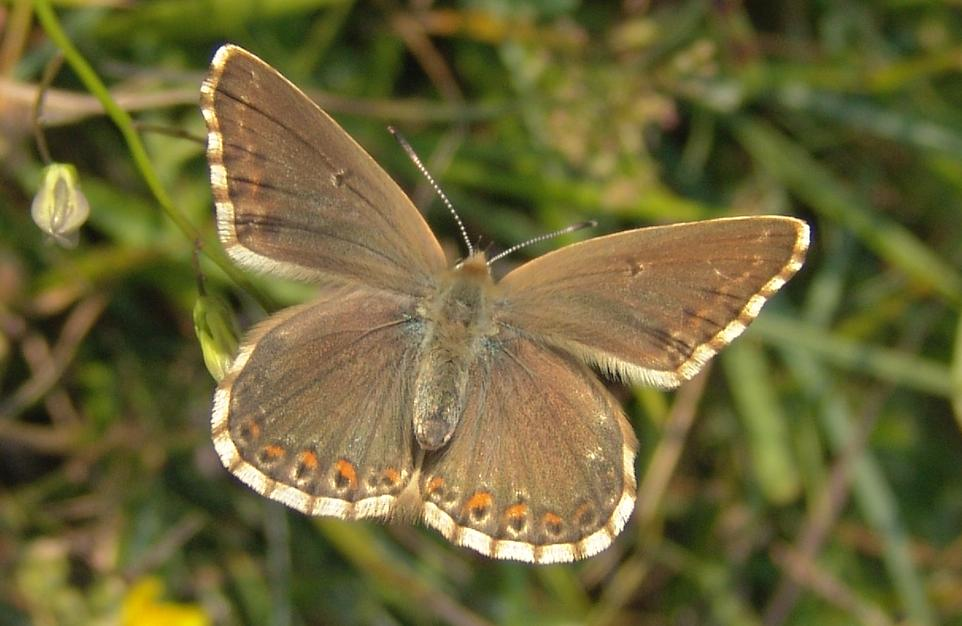
Samice

Motýl je rozšířený od severního Španělska a jižní části Velké Británie přes střední Evropu a jih východní Evropy po jižní Ural. V České republice se vyskytuje především v teplých oblastech. Zahlédnout ho lze na stepnatých loukách, skalnatých slunných svazích, vyprahlých pastvinách, železničních a silničních náspech, nebo v lomech.

## Chování a vývoj
Hlavní živnou rostlinou modráska vikvicového je čičorka pestrá (Securigera varia) a dále podkovka chocholatá (Hippocrepis comosa). Samice klade vajíčka jednotlivě na přízemní listy a přízemní části stonků. Housenky, které jsou fakultativně myrmekofilní (přítomnost mravenců není podmínkou jejich úspěšného vývoje), se živí květy a mladými výhony. Motýl je jednogenerační (monovoltinní) a zahlédnout ho lze od července do září. Ve střední Evropě přezimují plně vyvinuté housenky ve vaječném obalu.

## Ochrana a ohrožení
V teplejších oblastech České republiky je tento modrásek dosud poměrně hojný a rozšířený. Na řadě míst (především jižní Čechy a severní Morava) však vymírá, nebo téměř vymizel. Tak jako ostatní stepní modrásky ohrožuje jeho populaci především zarůstání vhodných lokalit, izolovanost populací a intenzivní zemědělství.